# Liste der Gemeinden in Québec
Gemeinden in der kanadischen Provinz Québec
Gemeinden bilden die unterste Ebene der kommunalen Selbstverwaltung in Québec. Je nach zugewiesenem Aufgabenbereich werden sie in unterschiedliche Kategorien eingeteilt. Als Gemeindeformen gibt es die Stadt (ville), die Gemeinde (municipalité), die Kantonsgemeinde (municipalité de canton), das Dorf (village), den Sprengel (paroisse) sowie die nordischen, Cree- und Naskapi-Dörfer (villages nordiques, cri ou naskapi). Daneben existieren auch gemeindefreie Territorien und Reservate sonstiger Ureinwohner (zum Beispiel Inuit).
- CT = Municipalité de canton (Kantonsgemeinde)
- M = Municipalité (Gemeinde)
- P = Paroisse (Sprengel)
- R = Réserve indienne (Indianerreservat)
- TC = Terre réservée cri (Cree-Reservat)
- TI = Terre réservée inuit (Inuit-Reservat)
- TN = Terre réservée naskapi (Naskapi-Reservat)
- V = Ville (Stadt)
- VL = Village (Dorf)
- VN = Village nordique (nordisches Dorf)

## A
| - Abercorn, VL - Acton Vale, V - Adstock, M - Aguanish, M - Akulivik, VN - Akulivik, TI - Akwesasne, R - Albanel, M - Albertville, M - Alleyn-et-Cawood, M | - Alma, V - Amherst, CT - Amos, V - Amqui, V - Ange-Gardien, M - Angliers, VL - Armagh, M - Arundel, CT - Asbestos, V - Ascot Corner, M | - Aston-Jonction, M - Auclair, M - Audet, M - Aumond, CT - Aupaluk, VN - Aupaluk, TI - Austin, M - Authier, M - Authier-Nord, M - Ayer’s Cliff, VL |

## B
| - Baie-Comeau, V - Baie-des-Sables, M - Baie-du-Febvre, M - Baie-D’Urfé, V - Baie-James, M - Baie-Johan-Beetz, M - Baie-Sainte-Catherine, M - Baie-Saint-Paul, V - Baie-Trinité, VL - Barkmere, V - Barnston-Ouest, M - Barraute, M - Batiscan, M - Beaconsfield, V - Béarn, M - Beauceville, V - Beauharnois, V - Beaulac-Garthby, M - Beaumont, M - Beaupré, V | - Bécancour, V - Bedford, CT - Bedford, V - Bégin, M - Belcourt, M - Belleterre, V - Belœil, V - Berry, M - Berthier-sur-Mer, M - Berthierville, V - Béthanie, M - Betsiamites, R - Biencourt, M - Blainville, V - Blanc-Sablon, M - Blue Sea, M - Boileau, M - Boisbriand, V - Boischatel, M | - Bois-des-Filion, V - Bois-Franc, M - Bolton-Est, M - Bolton-Ouest, M - Bonaventure, V - Bonne-Espérance, M - Bonsecours, M - Boucherville, V - Bouchette, M - Bowman, M - Brébeuf, P - Brigham, M - Bristol, M - Brome, VL - Bromont, V - Brossard, V - Brownsburg-Chatham, V - Bryson, M - Bury, M |

## C
| - Cacouna, M - Cacouna, R - Calixa-Lavallée, P - Campbell’s Bay, M - Candiac, V - Cantley, M - Cap-Chat, V - Caplan, M - Cap-Saint-Ignace, M - Cap-Santé, V - Carignan, V - Carleton-sur-Mer, V - Cascapédia–Saint-Jules, M - Causapscal, V - Cayamant, M - Chambly, V - Chambord, M - Champlain, M - Champneuf, M | - Chandler, V - Chapais, V - Charette, M - Charlemagne, V - Chartierville, M - Châteauguay, V - Château-Richer, V - Chazel, M - Chelsea, M - Chénéville, M - Chertsey, M - Chester-Est, CT - Chesterville, M - Chibougamau, V - Chichester, CT - Chisasibi, VC - Chisasibi, TC - Chute-aux-Outardes, VL - Chute-Saint-Philippe, M | - Clarendon, M - Clermont (Abitibi-Ouest), CT - Clermont (Charlevoix-Est), V - Clerval, M - Cleveland, CT - Cloridorme, CT - Coaticook, V - Colombier, M - Compton, M - Contrecœur, V - Cookshire-Eaton, V - Coteau-du-Lac, V - Côte-Nord-du-Golfe-du-Saint-Laurent, M - Côte-Saint-Luc, V - Coucoucache, R - Courcelles, P - Cowansville, V - Crabtree, M |

## D
| - Danville, V - Daveluyville, V - Dégelis, V - Déléage, M - Delson, V - Denholm, M - Desbiens, V - Deschaillons-sur-Saint-Laurent, M - Deschambault-Grondines, M - Deux-Montagnes, V | - Disraeli, P - Disraeli, V - Dixville, M - Dolbeau-Mistassini, V - Dollard-Des Ormeaux, V - Doncaster, R - Donnacona, V - Dorval, V - Dosquet, M | - Drummondville, V - Dudswell, M - Duhamel, M - Duhamel-Ouest, M - Dundee, CT - Dunham, V - Duparquet, V - Dupuy, M - Durham-Sud, M |

## E
| - East Angus, V - East Broughton, M - East Farnham, VL - East Hereford, M - Eastmain, VC | - Eastmain, TC - Eastman, M - Egan-Sud, M - Elgin, CT - Entrelacs, M | - Escuminac, M - Esprit-Saint, M - Essipit, R - Estérel, V |

## F
| - Farnham, V - Fassett, M - Ferland-et-Boilleau, M - Ferme-Neuve, M - Fermont, V | - Forestville, V - Fort-Coulonge, VL - Fortierville, M - Fossambault-sur-le-Lac, V - Frampton, M | - Franklin, M - Franquelin, M - Frelighsburg, M - Frontenac, M - Fugèreville, M |

## G
| - Gallichan, M - Gaspé, V - Gatineau, V - Gesgapegiag, R - Girardville, M - Godbout, VL - Godmanchester, CT - Gore, CT | - Gracefield, V - Granby, V - Grande-Rivière, V - Grandes-Piles, VL - Grande-Vallée, M - Grand-Métis, M - Grand-Remous, M | - Grand-Saint-Esprit, M - Grenville, VL - Grenville-sur-la-Rouge, M - Gros-Mécatina, M - Grosse-Île, M - Grosses-Roches, M - Guérin, CT |

## H
| - Ham-Nord, CT - Hampden, CT - Hampstead, V - Harrington, CT - Hatley, CT - Hatley, M - Havelock, CT - Havre-Saint-Pierre, M | - Hébertville, M - Hébertville-Station, VL - Hemmingford, CT - Hemmingford, VL - Henryville, M - Hérouxville, P - Hinchinbrooke, CT | - Honfleur, M - Hope, CT - Hope Town, M - Howick, VL - Huberdeau, M - Hudson, V - Huntingdon, V |

## I
- Inukjuaq, VN
- Inukjuaq, TI
- Inverness, M
- Irlande, M
- Ivry-sur-le-Lac, M
- Ivujivik, VN

## J
- Joliette, V

## K
| - Kahnawake, R - Kamouraska, M - Kanesatake, EI - Kangiqsualujjuaq, VN - Kangiqsualujjuaq, TI - Kangiqsujuaq, VN - Kangiqsujuaq, TI - Kangirsuk, VN | - Kangirsuk, TI - Kawawachikamach, VK - Kawawachikamach, TN - Kazabazua, M - Kebaowek, R - Kiamika, M - Kingsbury, VL - Kingsey Falls, V | - Kinnear’s Mills, M - Kipawa, M - Kirkland, V - Kitigan Zibi, R - Kuujjuaq, VN - Kuujjuaq, TI - Kuujjuarapik, VN - Kuujjuarapik, TI |

## L
| - La Bostonnais, M - La Conception, M - La Corne, M - La Doré, P - La Durantaye, P - La Guadeloupe, VL - La Macaza, M - La Malbaie, V - La Martre, M - La Minerve, M - La Morandière, M - La Motte, M - La Patrie, M - La Pêche, M - La Pocatière, V - La Prairie, V - La Présentation, P - La Rédemption, P - La Reine, M - La Romaine, R - La Sarre, V - La Trinité-des-Monts, P - La Tuque, V - La Visitation-de-l’Île-Dupas, M - La Visitation-de-Yamaska, M - Labelle, M - Labrecque, M - Lac-au-Saumon, M - Lac-aux-Sables, P - Lac-Beauport, M - Lac-Bouchette, M - Lac-Brome, V - Lac-Delage, V - Lac-des-Aigles, M - Lac-des-Écorces, M - Lac-des-Plages, M - Lac-des-Seize-Îles, M - Lac-Drolet, M - Lac-du-Cerf, M - Lac-Édouard, M - Lac-Etchemin, M | - Lac-Frontière, M - Lac-John, R - Lac-Mégantic, V - Lac-Poulin, VL - Lac-Rapide, R - Lac-Saguay, VL - Lac-Sainte-Marie, M - Lac-Saint-Joseph, V - Lac-Saint-Paul, M - Lac-Sergent, V - Lac-Simon (Papineau), M - Lac-Simon (Abitibi-Témiscamingue), R - Lac-Supérieur, M - Lac-Tremblant-Nord, M - Lachute, V - Lacolle, M - Laforce, M - Lamarche, M - Lambton, M - L’Ancienne-Lorette, V - Landrienne, CT - L’Ange-Gardien (La Côte-de-Beaupré), P - L’Ange-Gardien (Les Collines-de-l’Outaouais), M - Lanoraie, M - L’Anse-Saint-Jean, M - Lantier, M - Larouche, M - L’Ascension, M - L’Ascension-de-Notre-Seigneur, P - L’Ascension-de-Patapédia, M - L’Assomption, V - Latulipe-et-Gaboury, CU - Launay, CT - Laurier-Station, VL - Laurierville, M - Laval, V - Lavaltrie, V - L’Avenir, M - Laverlochère, M - Lawrenceville, VL | - Le Bic, M - Lebel-sur-Quévillon, V - Leclercville, M - Lefebvre, M - Lejeune, M - Lemieux, M - L’Épiphanie, P - L’Épiphanie, V - Léry, V - Les Bergeronnes, M - Les Cèdres, M - Les Coteaux, M - Les Éboulements, M - Les Escoumins, M - Les Hauteurs, M - Les Îles-de-la-Madeleine, M - Les Méchins, M - Lévis, V - L’Île-Cadieux, V - L’Île-d’Anticosti, M - L’Île-de-Grand-Calumet, M - L’Île-Dorval, V - L’Île-Perrot, V - Lingwick, CT - L’Isle-aux-Allumettes, M - L’Isle-aux-Coudres, M - L’Islet, M - L’Isle-Verte, M - Listuguj, R - Litchfield, M - Lochaber, CT - Lochaber-Partie-Ouest, CT - Longue-Pointe-de-Mingan, M - Longue-Rive, M - Longueuil, V - Lorraine, V - Lorrainville, M - Lotbinière, M - Louiseville, V - Low, CT - Lyster, M |

## M
| - Macamic, V - Maddington, CT - Magog, V - Malartic, V - Maliotenam, R - Manawan, R - Mandeville, M - Maniwaki, V - Manseau, M - Mansfield-et-Pontefract, M - Maria, M - Maricourt, M - Marieville, V - Marsoui, VL - Marston, CT - Martinville, M - Mascouche, V - Mashteuiatsh, R - Maskinongé, M - Massueville, VL | - Matagami, V - Matane, V - Matapédia, P - Matimekosh, R - Mayo, M - McMasterville, M - Melbourne, CT - Mercier, V - Messines, M - Métabetchouan–Lac-à-la-Croix, V - Métis-sur-Mer, V - Milan, M - Mille-Isles, M - Mingan, R - Mirabel, V - Mistissini, VC - Mistissini, TC - Moffet, M - Montcalm, M | - Mont-Carmel, M - Montcerf-Lytton, M - Montebello, M - Mont-Joli, V - Mont-Laurier, V - Montmagny, V - Montpellier, M - Montreal, V - Montréal-Est, V - Montréal-Ouest, V - Mont-Royal, V - Mont-Saint-Grégoire, M - Mont-Saint-Hilaire, V - Mont-Saint-Michel, M - Mont-Saint-Pierre, VL - Mont-Tremblant, V - Morin-Heights, M - Mulgrave-et-Derry, M - Murdochville, V |

## N
| - Namur, M - Nantes, M - Napierville, VL - Natashquan, CT - Natashquan, R - Nédélec, - Nemiscau, VC - Nemiscau, TC - Neuville, V - New Carlisle, M - New Richmond, V - Newport, M - Nicolet, V - Nominingue, M - Norbertville, VL - Normandin, V - Normétal, M | - North Hatley, VL - Notre-Dame-Auxiliatrice-de-Buckland, P - Notre-Dame-de-Bonsecours, M - Notre-Dame-de-Ham, M - Notre-Dame-de-la-Merci, M - Notre-Dame-de-la-Paix, M - Notre-Dame-de-la-Salette, M - Notre-Dame-de-l’Île-Perrot, V - Notre-Dame-de-Lorette, M - Notre-Dame-de-Lourdes (Joliette), M - Notre-Dame-de-Lourdes (L’Érable), P - Notre-Dame-de-Montauban, M - Notre-Dame-de-Pontmain, M - Notre-Dame-des-Anges, P - Notre-Dame-des-Bois, M - Notre-Dame-des-Monts, M | - Notre-Dame-des-Neiges, M - Notre-Dame-des-Pins, P - Notre-Dame-des-Prairies, V - Notre-Dame-des-Sept-Douleurs, P - Notre-Dame-de-Stanbridge, P - Notre-Dame-du-Bon-Conseil, P - Notre-Dame-du-Bon-Conseil, VL - Notre-Dame-du-Laus, M - Notre-Dame-du-Mont-Carmel, P - Notre-Dame-du-Nord, M - Notre-Dame-du-Portage, M - Notre-Dame-du-Rosaire, M - Notre-Dame-du-Sacré-Cœur-d’Issoudun, P - Nouvelle, M - Noyan, M |

## O
| - Obedjiwan, R - Odanak, R - Ogden, M | - Oka, M - Orford, CT - Ormstown, M | - Otter Lake, M - Otterburn Park, V - Oujé-Bougoumou, EI |

## P
| - Packington, P - Padoue, M - Palmarolle, M - Papineauville, M - Parisville, P - Paspébiac, V - Percé, V - Péribonka, M - Petite-Rivière-Saint-François, M - Petite-Vallée, M - Petit-Saguenay, M - Piedmont, M - Pierreville, M - Pikogan, R | - Pincourt, V - Piopolis, M - Plaisance, M - Plessisville, P - Plessisville, V - Pohénégamook, V - Pointe-à-la-Croix, M - Pointe-aux-Outardes, VL - Pointe-Calumet, M - Pointe-Claire, V - Pointe-des-Cascades, VL - Pointe-Fortune, VL - Pointe-Lebel, VL - Pontiac, M | - Pont-Rouge, V - Portage-du-Fort, VL - Port-Cartier, V - Port-Daniel–Gascons, M - Portneuf, V - Portneuf-sur-Mer, M - Potton, CT - Poularies, M - Preissac, M - Prévost, V - Price, VL - Princeville, V - Puvirnituq, VN |

## Q
- Quaqtaq, VN
- Quaqtaq, TI
- Québec, V

## R
| - Racine, M - Ragueneau, P - Rapide-Danseur, M - Rapides-des-Joachims, M - Rawdon, M - Rémigny, M - Repentigny, V - Richelieu, V - Richmond, V - Rigaud, M - Rimouski, V | - Ripon, M - Ristigouche-Partie-Sud-Est, CT - Rivière-à-Claude, M - Rivière-à-Pierre, M - Rivière-au-Tonnerre, M - Rivière-Beaudette, M - Rivière-Bleue, M - Rivière-du-Loup, V - Rivière-Éternité, M - Rivière-Héva, M - Rivière-Ouelle, M | - Rivière-Rouge, V - Rivière-Saint-Jean, M - Roberval, V - Rochebaucourt, M - Roquemaure, M - Rosemère, V - Rougemont, M - Rouyn-Noranda, V - Roxton, CT - Roxton Falls, VL - Roxton Pond, M |

## S
| - Sacré-Cœur, M - Sacré-Cœur-de-Jésus, P - Saguenay, V - Salaberry-de-Valleyfield, V - Salluit, VN - Salluit, TI - Sayabec, M - Schefferville, V - Scotstown, V - Scott, M - Senneterre, P | - Senneterre, V - Senneville, VL - Sept-Îles, V - Shannon, M - Shawinigan, V - Shawville, M - Sheenboro, M - Shefford, CT - Sherbrooke, V - Shigawake, M - Sorel-Tracy, V | - Stanbridge East, M - Stanbridge Station, M - Stanstead, CT - Stanstead, V - Stanstead-Est, M - Stoke, M - Stoneham-et-Tewkesbury, CT - Stornoway, M - Stratford, CT - Stukely-Sud, VL - Sutton, V |

### St-A
| - Sainte-Adèle, V - Saint-Adalbert, M - Saint-Adelme, P - Saint-Adelphe, P - Saint-Adolphe-d’Howard, M - Saint-Adrien, M - Saint-Adrien-d’Irlande, M - Saint-Agapit, M - Sainte-Agathe-de-Lotbinière, M - Sainte-Agathe-des-Monts, V - Saint-Aimé, P - Saint-Aimé-des-Lacs, M - Saint-Aimé-du-Lac-des-Îles, M - Saint-Alban, M - Saint-Albert, M - Saint-Alexandre, M - Saint-Alexandre-de-Kamouraska, M - Saint-Alexandre-des-Lacs, P - Saint-Alexis, P - Saint-Alexis, VL - Saint-Alexis-de-Matapédia, M - Saint-Alexis-des-Monts, P - Saint-Alfred, M | - Saint-Alphonse (Bonaventure), M - Saint-Alphonse-de-Granby, P - Saint-Alphonse-Rodriguez, M - Saint-Amable, M - Saint-Ambroise, M - Saint-Ambroise-de-Kildare, P - Saint-Anaclet-de-Lessard, P - Saint-André, M - Saint-André-Avellin, M - Saint-André-d’Argenteuil, M - Saint-André-de-Restigouche, M - Saint-André-du-Lac-Saint-Jean, VL - Sainte-Angèle-de-Mérici, M - Sainte-Angèle-de-Monnoir, P - Sainte-Angèle-de-Prémont, M - Saints-Anges, P - Saint-Anicet, P - Sainte-Anne-de-Beaupré, V - Sainte-Anne-de-Bellevue, V - Sainte-Anne-de-la-Pérade, M - Sainte-Anne-de-la-Pocatière, P - Sainte-Anne-de-la-Rochelle, M - Sainte-Anne-de-Sabrevois, P | - Sainte-Anne-des-Lacs, P - Sainte-Anne-des-Monts, V - Sainte-Anne-de-Sorel, P - Sainte-Anne-des-Plaines, V - Sainte-Anne-du-Lac, M - Sainte-Anne-du-Sault, M - Saint-Anselme, M - Saint-Antoine-de-l’Isle-aux-Grues, P - Saint-Antoine-de-Tilly, M - Saint-Antoine-sur-Richelieu, M - Saint-Antonin, M - Saint-Apollinaire, M - Sainte-Apolline-de-Patton, P - Saint-Armand, M - Saint-Arsène, M - Saint-Athanase, M - Saint-Aubert, M - Saint-Augustin (Basse-Côte-Nord), M - Saint-Augustin (Maria-Chapdelaine), P - Saint-Augustin-de-Desmaures, V - Saint-Augustin-de-Woburn, P - Sainte-Aurélie, M |

### St-B
| - Sainte-Barbe, P - Saint-Barnabé, P - Saint-Barnabé-Sud, M - Saint-Barthélemy, P - Saint-Basile, V - Saint-Basile-le-Grand, V - Sainte-Béatrix, M - Saint-Benjamin, M | - Saint-Benoît-du-Lac, M - Saint-Benoît-Labre, M - Saint-Bernard, M - Saint-Bernard-de-Lacolle, P - Saint-Bernard-de-Michaudville, M - Saint-Blaise-sur-Richelieu, M - Saint-Bonaventure, M - Saint-Boniface, M | - Sainte-Brigide-d’Iberville, M - Sainte-Brigitte-de-Laval, M - Sainte-Brigitte-des-Saults, P - Saint-Bruno, M - Saint-Bruno-de-Guigues, M - Saint-Bruno-de-Kamouraska, M - Saint-Bruno-de-Montarville, V |

### St-C
| - Saint-Calixte, M - Saint-Camille, CT - Saint-Camille-de-Lellis, P - Saint-Casimir, M - Sainte-Catherine, V - Sainte-Catherine-de-Hatley, M - Sainte-Catherine-de-la-Jacques-Cartier, V - Sainte-Cécile-de-Lévrard, P - Sainte-Cécile-de-Milton, CT - Sainte-Cécile-de-Whitton, M - Saint-Célestin, M - Saint-Célestin, VL - Saint-Césaire, V - Saint-Charles-Borromée, M | - Saint-Charles-de-Bellechasse, M - Saint-Charles-de-Bourget, M - Saint-Charles-Garnier, P - Saint-Charles-sur-Richelieu, M - Sainte-Christine, P - Sainte-Christine-d’Auvergne, M - Saint-Christophe-d’Arthabaska, P - Saint-Chrysostome, M - Sainte-Claire, M - Saint-Claude, M - Saint-Clément, M - Saint-Cléophas, M - Saint-Cléophas-de-Brandon, M - Saint-Clet, M | - Sainte-Clotilde, P - Sainte-Clotilde-de-Beauce, M - Sainte-Clotilde-de-Horton, M - Saint-Colomban, P - Saint-Côme, V - Saint-Côme-Linière, M - Saint-Constant, V - Sainte-Croix, M - Saint-Cuthbert, M - Saint-Cyprien (Les Etchemins), P - Saint-Cyprien (Rivière-du-Loup), M - Saint-Cyprien-de-Napierville, P - Saint-Cyrille-de-Lessard, P - Saint-Cyrille-de-Wendover, M |

### St-D
| - Saint-Damase (La Matapédia), P - Saint-Damase (Les Maskoutains), M - Saint-Damase-de-L’Islet, M - Saint-Damien, P - Saint-Damien-de-Buckland, P | - Saint-David, P - Saint-David-de-Falardeau, M - Saint-Denis-De La Bouteillerie, P - Saint-Denis-de-Brompton, P - Saint-Denis-sur-Richelieu, M | - Saint-Didace, P - Saint-Dominique, M - Saint-Dominique-du-Rosaire, M - Saint-Donat (La Mitis), P - Saint-Donat (Matawinie), M |

### St-E
| - Saint-Edmond-de-Grantham, P - Saint-Edmond-les-Plaines, M - Saint-Édouard, P - Saint-Édouard-de-Fabre, P - Saint-Édouard-de-Lotbinière, P - Saint-Édouard-de-Maskinongé, M - Sainte-Edwidge-de-Clifton, CT - Saint-Élie-de-Caxton, M - Sainte-Élisabeth, P - Sainte-Élisabeth-de-Warwick, M - Saint-Éloi, M | - Saint-Elphège, P - Saint-Elzéar (Bonaventure), M - Saint-Elzéar (La Nouvelle-Beauce), M - Saint-Elzéar-de-Témiscouata, P - Saint-Émile-de-Suffolk, M - Sainte-Émélie-de-l’Énergie, M - Saint-Éphrem-de-Beauce, M - Saint-Épiphane, M - Saint-Esprit, M - Saint-Étienne-de-Beauharnois, M - Saint-Étienne-de-Bolton, M | - Saint-Étienne-des-Grès, M - Saint-Eugène, M - Saint-Eugène-d’Argentenay, M - Saint-Eugène-de-Guigues, M - Saint-Eugène-de-Ladrière, P - Sainte-Eulalie, M - Sainte-Euphémie-sur-Rivière-du-Sud, M - Saint-Eusèbe, P - Saint-Eustache, V - Saint-Évariste-de-Forsyth, M |

### St-F
| - Saint-Fabien, P - Saint-Fabien-de-Panet, P - Sainte-Famille, M - Saint-Faustin–Lac-Carré, M - Saint-Félicien, V - Sainte-Félicité (L’Islet), M - Sainte-Félicité (Matane), M - Saint-Félix-de-Dalquier, M - Saint-Félix-de-Kingsey, M - Saint-Félix-de-Valois, M | - Saint-Félix-d’Otis, M - Saint-Ferdinand, M - Saint-Ferréol-les-Neiges, M - Sainte-Flavie, P - Saint-Flavien, M - Sainte-Florence, M - Saint-Fortunat, M - Saint-François-d’Assise, M - Saint-François-de-la-Rivière-du-Sud, M | - Saint-François-de-l’Île-d’Orléans, M - Saint-François-de-Sales, M - Saint-François-du-Lac, M - Sainte-Françoise (Bécancour), M - Sainte-Françoise (Les Basques), M - Saint-François-Xavier-de-Brompton, P - Saint-François-Xavier-de-Viger, M - Saint-Frédéric, P - Saint-Fulgence, M |

### St-G
| - Saint-Gabriel, V - Saint-Gabriel-de-Brandon, P - Saint-Gabriel-de-Rimouski, M - Saint-Gabriel-de-Valcartier, M - Saint-Gabriel-Lalemant, M - Saint-Gédéon, M - Saint-Gédéon-de-Beauce, M - Sainte-Geneviève-de-Batiscan, P | - Sainte-Geneviève-de-Berthier, P - Saint-Georges, V - Saint-Georges-de-Clarenceville, M - Saint-Georges-de-Windsor, M - Saint-Gérard-Majella, P - Saint-Germain, P - Sainte-Germaine-Boulé, M - Saint-Germain-de-Grantham, M | - Sainte-Gertrude-Manneville, M - Saint-Gervais, M - Saint-Gilbert, P - Saint-Gilles, P - Saint-Godefroi, CT - Saint-Guillaume, M - Saint-Guy, M |

### St-H
| - Sainte-Hedwidge, M - Saint-Hélène, M - Sainte-Hélène-de-Bagot, M - Sainte-Hélène-de-Mancebourg, P - Sainte-Hénédine, P - Saint-Henri, M | - Saint-Henri-de-Taillon, M - Saint-Herménégilde, M - Saint-Hilaire-de-Dorset, P - Saint-Hilarion, P - Saint-Hippolyte, P - Saint-Honoré, M | - Saint-Honoré-de-Shenley, M - Saint-Honoré-de-Témiscouata, M - Saint-Hubert-de-Rivière-du-Loup, M - Saint-Hugues, M - Saint-Hyacinthe, V |

### St-I
- Saint-Ignace-de-Loyola, P
- Saint-Ignace-de-Stanbridge, P
- Sainte-Irène, M
- Saint-Irénée, P
- Saint-Isidore (La Nouvelle-Beauce), M
- Saint-Isidore (Roussillon), P
- Saint-Isidore-de-Clifton, M

### St-J
| - Saint-Jacques, M - Saint-Jacques-de-Leeds, M - Saint-Jacques-le-Majeur-de-Wolfestown, P - Saint-Jacques-le-Mineur, P - Saint-Janvier-de-Joly, M - Saint-Jean-Baptiste, P - Saint-Jean-de-Brébeuf, M - Saint-Jean-de-Cherbourg, P - Saint-Jean-de-Dieu, M - Saint-Jean-de-la-Lande, P - Saint-Jean-de-l’Île-d’Orléans, M - Saint-Jean-de-Matha, M - Saint-Jean-Port-Joli, M | - Saint-Jean-sur-Richelieu, V - Sainte-Jeanne-d’Arc (La Mitis), P - Sainte-Jeanne-d’Arc (Maria-Chapdelaine), VL - Saint-Jérôme, V - Saint-Joachim, P - Saint-Joachim-de-Shefford, P - Saint-Joseph-de-Beauce, V - Saint-Joseph-de-Coleraine, M - Saint-Joseph-de-Ham-Sud, P - Saint-Joseph-de-Kamouraska, P - Saint-Joseph-de-Lepage, P - Saint-Joseph-des-Érables, M | - Saint-Joseph-de-Sorel, V - Saint-Joseph-du-Lac, M - Saint-Jude, M - Saint-Jules, P - Sainte-Julie, V - Saint-Julien, M - Sainte-Julienne, M - Saint-Just-de-Bretenières, M - Saint-Juste-du-Lac, M - Saint-Justin, P - Sainte-Justine (Québec), M - Sainte-Justine-de-Newton, P |

### St-L
| - Saint-Lambert (Abitibi-Ouest), P - Saint-Lambert (Montérégie), V - Saint-Lambert-de-Lauzon, M - Saint-Laurent-de-l’Île-d’Orléans, M - Saint-Lazare, V - Saint-Lazare-de-Bellechasse, M - Saint-Léandre, P - Saint-Léonard-d’Aston, M - Saint-Léonard-de-Portneuf, M - Saint-Léon-de-Standon, P | - Saint-Léon-le-Grand (La Matapédia), P - Saint-Léon-le-Grand (Maskinongé), P - Saint-Liboire, V - Saint-Liguori, P - Saint-Lin–Laurentides, V - Saint-Louis, P - Saint-Louis-de-Blandford, P - Saint-Louis-de-Gonzague (Les Etchemins), M - Saint-Louis-de-Gonzague (Beauharnois-Salaberry), P - Saint-Louis-de-Gonzague-du-Cap-Tourmente, P | - Saint-Louis-du-Ha! Ha!, P - Sainte-Louise, P - Saint-Luc-de-Bellechasse, M - Saint-Luc-de-Vincennes, M - Sainte-Luce, M - Sainte-Lucie-de-Beauregard, M - Sainte-Lucie-des-Laurentides, M - Saint-Lucien, P - Saint-Ludger, M - Saint-Ludger-de-Milot, M |

### St-M
| - Sainte-Madeleine, VL - Sainte-Madeleine-de-la-Rivière-Madeleine, M - Saint-Magloire, M - Saint-Majorique-de-Grantham, P - Saint-Malachie, P - Saint-Malo, M - Saint-Marc-de-Figuery, P - Saint-Marc-des-Carrières, V - Saint-Marc-du-Lac-Long, P - Saint-Marc-sur-Richelieu, M - Saint-Marcel, M - Saint-Marcel-de-Richelieu, M - Saint-Marcellin, P - Sainte-Marcelline-de-Kildare, M - Sainte-Marguerite (La Matapédia), M | - Sainte-Marguerite, P - Sainte-Marguerite-du-Lac-Masson, V - Sainte-Marie, V - Sainte-Marie-de-Blandford, M - Sainte-Marie-Madeleine, P - Sainte-Marie-Salomé, M - Sainte-Marthe, M - Sainte-Marthe-sur-le-Lac, V - Saint-Martin, P - Sainte-Martine, M - Saints-Martyrs-Canadiens, P - Saint-Mathias-sur-Richelieu, M - Saint-Mathieu, M - Saint-Mathieu-de-Belœil, M - Saint-Mathieu-de-Rioux, M | - Saint-Mathieu-d’Harricana, M - Saint-Mathieu-du-Parc, M - Saint-Maurice, P - Saint-Maxime-du-Mont-Louis, M - Saint-Médard, M - Sainte-Mélanie, M - Saint-Michel, P - Saint-Michel-de-Bellechasse, M - Saint-Michel-des-Saints, M - Saint-Michel-du-Squatec, M - Saint-Modeste, M - Saint-Moïse, M - Sainte-Monique (Lac-Saint-Jean-Est), M - Sainte-Monique (Nicolet-Yamaska), M |

### St-N
| - Saint-Narcisse, P - Saint-Narcisse-de-Beaurivage, M - Saint-Narcisse-de-Rimouski, P - Saint-Nazaire, M | - Saint-Nazaire-d’Acton, P - Saint-Nazaire-de-Dorchester, P - Saint-Nérée, P - Saint-Nicéphore, V | - Saint-Noël, VL - Saint-Norbert, P - Saint-Norbert-d’Arthabaska, M |

### St-O
- Saint-Octave-de-Métis, P
- Saint-Odilon-de-Cranbourne, P
- Saint-Omer, M
- Saint-Onésime-d’Ixworth, P
- Saint-Ours, V

### St-P
| - Saint-Pacôme, M - Saint-Pamphile, V - Saint-Pascal, V - Saint-Patrice-de-Beaurivage, M - Saint-Patrice-de-Sherrington, P - Saint-Paul, M - Saint-Paul-d’Abbotsford, P - Saint-Paul-de-la-Croix, M - Saint-Paul-de-l’Île-aux-Noix, P - Saint-Paul-de-Montminy, M - Sainte-Paule, M - Saint-Paulin, M | - Sainte-Perpétue (L’Islet), P - Sainte-Perpétue (Nicolet-Yamaska), VL - Sainte-Pétronille, P - Saint-Philémon, M - Saint-Philibert, M - Saint-Philippe, M - Saint-Philippe-de-Néri, M - Saint-Pie, V - Saint-Pie-de-Guire, P - Saint-Pierre, P - Saint-Pierre-Baptiste, VL - Saint-Pierre-de-Broughton, M | - Saint-Pierre-de-Lamy, M - Saint-Pierre-de-la-Rivière-du-Sud, P - Saint-Pierre-de-l’Île-d’Orléans, M - Saint-Pierre-de-Véronne-à-Pike-River, M - Saint-Pierre-les-Becquets, M - Saint-Placide, M - Saint-Polycarpe, M - Sainte-Praxède, P - Saint-Prime, M - Saint-Prosper, M - Saint-Prosper-de-Champlain, P |

### St-R
| - Saint-Raphaël, M - Saint-Raymond, V - Saint-Rémi, V - Saint-Rémi-de-Tingwick, P - Saint-René, P - Saint-René-de-Matane, M | - Sainte-Rita, M - Saint-Robert, P - Saint-Robert-Bellarmin, M - Saint-Roch-de-l’Achigan, M - Saint-Roch-de-Mékinac, P - Saint-Roch-de-Richelieu, M | - Saint-Roch-des-Aulnaies, P - Saint-Roch-Ouest, M - Saint-Romain, M - Saint-Rosaire, P - Sainte-Rose-de-Watford, M - Sainte-Rose-du-Nord, P |

### St-S
| - Sainte-Sabine (Brome-Missisquoi), P - Sainte-Sabine (Les Etchemins), P - Saint-Samuel, P - Saint-Sauveur, V - Saint-Sébastien (Le Granit), M - Saint-Sébastien (Le Haut-Richelieu), P - Sainte-Séraphine, P - Saint-Sévère, P - Saint-Séverin (Mékinac), P | - Saint-Séverin (Robert-Cliche), P - Saint-Siméon (Bonaventure), P - Saint-Siméon (Charlevoix-Est), M - Saint-Simon (Les Basques), P - Saint-Simon (Les Maskoutains), P - Saint-Simon-les-Mines, M - Saint-Sixte, M - Sainte-Sophie, M | - Sainte-Sophie-de-Lévrard, P - Sainte-Sophie-d’Halifax, M - Saint-Stanislas (Les Chenaux), M - Saint-Stanislas (Maria-Chapdelaine), M - Saint-Stanislas-de-Kostka, P - Saint-Sulpice, P - Saint-Sylvère, M - Saint-Sylvestre, M |

### St-T
| - Saint-Télesphore, P - Saint-Tharcisius, p - Sainte-Thècle, M - Saint-Théodore-d’Acton, P - Saint-Théophile, M | - Sainte-Thérèse, V - Sainte-Thérèse-de-Gaspé, M - Sainte-Thérèse-de-la-Gatineau, M - Saint-Thomas, M | - Saint-Thomas-Didyme, M - Saint-Thuribe, P - Saint-Tite, V - Saint-Tite-des-Caps, M |

### St-U
- Saint-Ubalde, M
- Saint-Ulric, M
- Saint-Urbain, P
- Saint-Urbain-Premier, M
- Sainte-Ursule, P

### St-V
| - Saint-Valentin, P - Saint-Valère, M - Saint-Valérien, P | - Saint-Valérien-de-Milton, CT - Saint-Vallier, M - Saint-Venant-de-Paquette, M | - Saint-Vianney, M - Sainte-Victoire-de-Sorel, P - Saint-Victor, M |

### St-W
- Saint-Wenceslas, M

### St-Z
- Saint-Zacharie, M
- Saint-Zénon, M
- Saint-Zénon-du-Lac-Humqui, P
- Saint-Zéphirin-de-Courval, P
- Saint-Zotique, VL

## T
| - Tadoussac, VL - Taschereau, M - Tasiujaq, VN - Tasiujaq, TI - Témiscaming, V - Témiscouata-sur-le-Lac, V - Terrasse-Vaudreuil, M - Terrebonne, V | - Thetford Mines, V - Thorne, M - Thurso, V - Timiskaming, R - Tingwick, M - Tourville, M - Trécesson, CT | - Très-Saint-Rédempteur, P - Très-Saint-Sacrement, P - Tring-Jonction, VL - Trois-Pistoles, V - Trois-Rives, M - Trois-Rivières, V |

## U
- Uashat, R
- Ulverton, M
- Umiujaq, VN
- Umiujaq, TI
- Upton, M

## V
| - Val-Alain, M - Val-Brillant, M - Valcourt, CT - Valcourt, V - Val-David, VL - Val-des-Bois, M - Val-des-Lacs, M - Val-des-Monts, M | - Val-d’Or, V - Val-Joli, M - Vallée-Jonction, M - Val-Morin, M - Val-Racine, P - Val-Saint-Gilles, M - Varennes, V | - Vaudreuil-Dorion, V - Vaudreuil-sur-le-Lac, VL - Venise-en-Québec, M - Verchères, M - Victoriaville, V - Ville-Marie, V - Villeroy, M |

## W
| - Waltham, M - Warden, VL - Warwick, V - Waskaganish, VC - Waskaganish, TC - Waswanipi, VC - Waswanipi, TC - Waterloo, V - Waterville, V | - Weedon, M - Wemindji, VC - Wemindji, TC - Wemotaci, R - Wendake, R - Wentworth, CT - Wentworth-Nord, M - Westbury, CT - Westmount, V | - Whapmagoostui, VC - Whapmagoostui, TC - Whitworth, R - Wickham, M - Windsor, V - Winneway, R - Wôlinak, R - Wotton, M |

## Y
- Yamachiche, M
- Yamaska, M